# マリウス・シミオネスキュ
マリウス・シミオネスキュ（Marius Simionescu、1997年9月5日 - ）は、スーペルリーガ、CSMシュティインツァ・バヤ・マーレに所属するラグビーユニオン選手。

## プロフィール
- ルーマニア・エルビセーニ出身[1]。
- ポジションはフルバック(FB)。
- 身長 187cm、体重 84kg
- ルーマニア代表キャップは40（2024年12月現在）でラグビーワールドカップ2023のルーマニア代表に選ばれた[2]。

## 略歴
2016年、CSMシュティインツァ・バヤ・マーレに加入。